# Tatiana von Engelhardt
 (octobre 2023).
Si vous disposez d'ouvrages ou d'articles de référence ou si vous connaissez des sites web de qualité traitant du thème abordé ici, merci de compléter l'article en donnant les références utiles à sa vérifiabilité et en les liant à la section « Notes et références ».
Tatiana von Engelhardt (12 janvier 1769 - 24 mai 1841), princesse Ioussoupova, est une nièce du prince Grigori Potemkine et une demoiselle d'honneur de l'impératrice Catherine II de Russie.

## Biographie
Née dans une famille pauvre, elle est la fille cadette de Vassili Andreïevitch Engelhardt, capitaine de la noblesse de Smolensk (1735-1794) et de Martha Elena Alexandrovna Potemkina (1725-1775), sœur de Grigori Potemkine. Ses frères et sœurs sont Varvara, princesse Golitsyne, Iekaterina, comtesse Skavronskaïa, Alexandra, comtesse Branicka et Vassili von Engelhardt, sénateur de l'Empire. Son enfance coïncide avec l’ascension de son oncle, ce qui lui offre, ainsi qu’à ses sœurs, un avenir radieux. Avant l'âge de douze ans, Tatiana est ainsi déjà devenue demoiselle d'honneur de Catherine II. À la cour, Tatiana attire l'attention non seulement en tant que nièce de l'homme le plus puissant de Russie, mais également en raison de son intelligence, de sa beauté et de sa vivacité.
La duchesse de Kingston, qui visite Saint-Pétersbourg en 1777, s'attache à Tatiana, alors âgée de quinze ans, et la traite comme sa fille. Elle lui propose de devenir l'héritière de sa vaste fortune si elle rentre avec elle en Angleterre. Tatiana refuse, n'ayant pas besoin d'argent depuis l'arrivée au pouvoir de sa famille.
Le 11 septembre 1785, Tatiana épouse un parent éloigné, de vingt-cinq ans son aîné, le lieutenant-général Mikhaïl Sergueïevitch Potemkine (1744-1791). Le couple a deux enfants, Alexandre (1787-1872), conseiller privé, marié à la princesse Tatiana Borissovna Golitsyna, et Catherine (1788-1872), mariée au comte Alexandre Ivanovitch de Ribaupierre, et dont la marraine est l'impératrice. Six ans plus tard, en 1791, Mikhaïl Potemkine meurt subitement. Veuve, Tatiana se retire de la cour et ne la visite qu'occasionnellement, à la demande insistante de l'impératrice elle-même.
Elle y rencontre le prince Nikolaï Borissovitch Ioussoupov, récemment revenu d'Italie, où il était en poste à l'ambassade. Avec la bénédiction de Catherine II, ils se marient en 1793. Un an plus tard, leur fils Boris voit le jour. Ils ont un autre fils, Nicolas, et une fille, Marie, tous les deux morts jeunes. Cependant, le mariage est malheureux et le couple commence à vivre séparément. Tatiana quitte de nouveau la cour et se consacre à l'éducation de son fils.
Elle tient son célèbre salon à Saint-Pétersbourg dans sa maison du Quai des Anglais. Son cercle comprend Gavrila Derjavine, Ivan Krylov, Vassili Joukovski et Alexandre Pouchkine.
Tatiana est habile à gérer les affaires de la famille, et elle administre elle-même les nombreux domaines de son mari et réussit à augmenter la fortune déjà énorme de la famille, lui apportant en plus son héritage de Potemkine, s'élevant à dix-huit millions de roubles. Elle est considérée par la haute-société comme une experte en matière financière et beaucoup se tournent vers elle pour obtenir des conseils. Certains confondent son style de vie modeste, sa cuisine simple et son aversion pour le luxe avec de l'avarice. En réalité, elle donne de grosses sommes à des œuvres caritatives, souvent de manière anonyme.
Elle aime collectionner les pierres précieuses. Sa collection comprend plusieurs pièces de grande renommée, telles que le diamant Étoile polaire et la perle La Pelegrina.
Elle survit dix ans à son mari et meurt le 24 mai 1841, « conservant jusqu'au bout son esprit et son charme célèbres ». Elle est inhumée au monastère Saint-Alexandre-Nevski.